# Винокурня семьи Комада
Komada: A Whisky Family (яп. 駒田蒸留所へようこそ Комада дзё:рю:дзё э ё:косо, «Винокурня семьи Комада») — японский полнометражный мультфильм, вышедший в 2023 году. Фильм снят студией P.A. Works и распространяется в прокате компанией Gaga. Режиссёр фильма — Масаюки Ёсихара, сценаристы — Юкито Кидзава и Мунэо Накамото. Первый публичный показ фильма состоялся на Международном фестивале анимационных фильмов в Анси (англ. Annecy International Animation Film Festival) в июне 2023 года, а прокат стартовал в ноябре того же года.

## Актёры озвучки
| Персонаж        | Актёр озвучания   |
| --------------- | ----------------- |
| Руи Комада      | Саори Хаями       |
| Котаро Такахаси | Кэнсё Оно         |
| Томоко Кавабута | Маая Утида        |
| Ясумото         | Ёсимаса Хосоя     |
| Риндо Токай     | Симпати Цудзи     |
| Юсукэ Сайто     | Кенъити Судзумура |
| Ко Комада       | Кэнъю Хориути     |
| Мио Комада      | Кикуко Иноуэ      |
| Кэй Комада      | Юити Накамура     |

## Производство
Фильм снят на студии P.A. Works режиссёром — Масаюки Ёсихарой. Юкито Кидзава и Мунэо Накамото написали сценарий, дизайн персонажей выполнила Томоми Такада, музыку сочинил Тацуя Като. Для голосов главных ролей были выбраны Саори Хаями, Кэнсё Оно, Маая Утида и Ёсимаса Хосоя.

## Выпуск
Премьера фильма состоялась на Международном фестивале анимационных фильмов в Анси с 11 по 17 июня 2023 года в категории Контрешан (Contrechamp). Премьера фильма состоялась 10 ноября 2023 года в японских кинотеатрах, прокат обеспечивает компания Gaga.
Фильм заявлен как «пятая часть серии „Рабочее место“ [P. A. Works] о людях и их работе, после [более ранних аниме этого цикла] Hanasaku Iroha, Shirobako, Sakura Quest и The Aquatope on White Sand. Саори Хаями исполнила главную тему фильма, песню «Dear my future» в роли своего персонажа Руи Комады.